# کلارکسویل (تگزاس)
کلارکسویل، تگزاس(به انگلیسی: Clarksville, Texas) شهری در ایالت تگزاس از ایالات جنوبی ایالات متحده آمریکا است. در سرشماری سال ۲۰۰۰، جمعیت این شهر ۳۸۸۳ نفر اعلام شد.